# Айкаван (област Ширак)
Вижте пояснителната страница за други значения на Айкаван.
Айкаван (на арменски: Հայկավան) е село и община в Армения, област Ширак. Според Националната статистическа служба на Армения през 2012 г. общината има 1531 жители.

## Демография
Броят на населението в годините 1886 – 2004 е както следва: